# Сингер, Эрик
Э́рик Си́нгер (Зингер, англ. Eric Singer; настоящее имя Эрик Дойл Менсингер, англ. Eric Doyle Mensinger; род. 12 мая 1958, Кливленд, Огайо, США) — американский рок-барабанщик, играющий с Kiss, Элисом Купером и Avantasia. За более чем два десятилетия Эрик принял участие в записи свыше 50 альбомов.
Сингер начал играть на ударных инструментах с юного возраста, и был вдохновлён такими группами, как Humble Pie, Led Zeppelin, Black Sabbath, The Beatles и Queen; и барабанщиками вроде Джона Бонэма, Кози Пауэлла, Роджера Тейлора, Ринго Старра, Билла Уорда и Бадди Рича.

## Начало карьеры
Первой работой в качестве профессионального барабанщика для Сингера стало участие в турне Литы Форд 1984 года. В 1985-м он уже вступил в ряды Black Sabbath, сменив оригинального ударника Билла Уорда, в очередной раз покинувшего состав после воссоединения для концерта Live Aid. Сингер записал с Black Sabbath два альбома, Seventh Star и The Eternal Idol, а позже был приглашён своим коллегой по Black Sabbath Рэем Гилленом присоединиться к новому коллективу, получившему название Badlands. Сингер принял приглашение и сыграл на дебютной одноимённой пластинке. Он ушёл из команды в 1989-м году, примкнув к гастролирующему составу Пола Стэнли на его сольный тур по Америке и Канаде.

## Карьера в составе Kiss

The Catman

В 1991-м году Эрик Сингер прошёл прослушивание в Kiss, после того, как они потеряли своего предыдущего барабанщика Эрика Карра, скончавшегося от рака. Сингер, уже игравший с Полом Стэнли в его клубном турне, был принят в Kiss и дебютировал на диске Revenge. Он также записывался для Carnival of Souls: The Final Sessions и выступал с Kiss вплоть до 1996 года, пока в группу не вернулись оригинальные ударник Питер Крисс и гитарист Эйс Фрэли.
Спустя пять лет, за время которых Эрик успел поработать с Брайаном Мэем из Queen и Элисом Купером, его попросили вернуться в Kiss в 2001-м — после того, как Крисс ушёл незадолго до гастролей по Австралии и Японии. Тогда же Сингеру пришлось впервые примерить на себя «маску» и костюм «Человека-кота» — фирменный образ Питера Крисса, что вызвало волну недовольства в среде поклонников. В 2003 году Питер снова пришёл в группу на какое-то время, но в связи с тем, что Симмонс и Стэнли отказались продлевать с ним контракт, к концу года на его месте опять оказался Эрик Сингер. С тех пор он числится в Kiss как их постоянный участник. На «Jigoku-Retsuden: New Recording Best» Эрик записал вокальную партию в песне Black Diamond, которую в оригинале исполнял Питер Крисс

## Карьера в составе группы Элиса Купера и прочие проекты
Кроме работы в Kiss, Сингер также числится барабанщиком группы Элиса Купера. Эрик уже выступал с Купером и ранее: в частности, в турах 1990-го и 1991-го годов. Сингер также отметился на трёх альбомах Элиса Купера: Brutal Planet, The Eyes of Alice Cooper и Along Came a Spider.
Время от времени Эрик Сингер выступает с собственной командой Eric Singer Project, куда входят его бывший коллега по Kiss Брюс Кулик и вокалист Джон Кораби (Scream, Motley Crue, Ratt). На счету проекта — три релиза: сборник кавер-версий на классику рок-музыки Lost And Spaced (1998), концертник Live In Japan (2006) и DVD Live At The Marquee (2006).
После гостевого участия в песне Into the Unknown с пластинки The Metal Opera Part II проекта Avantasia Эрик записал все партии ударных для третьей части метал-оперы, The Scarecrow. К этому диску вышло также два EP (также с Эриком Сингером): Lost in Space I и Lost in Space II.
Эрик Сингер примет участие в записи нового альбома проекта Avantasia, возглавляемого фронтменом Edguy Тобиасом Замметом.

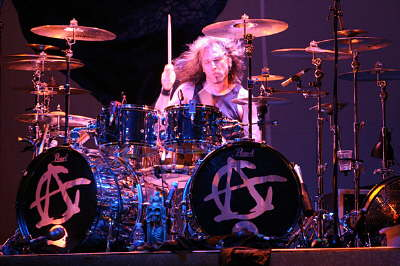
Эрик Сингер в составе группы Элиса Купера

## Эрик Сингер в России
Первый визит Эрика Сингера в Россию состоялся в ноябре 1998 года в рамках турне Брайана Мэя Another World. Через два года, летом 2000-го с промежутком в месяц он отыграл в Санкт-Петербурге и в Москве с Элисом Купером в поддержку альбома Brutal Planet. Спустя ещё два года, осенью 2002-го Элис вместе с Эриком вернулись в Россию с туром Dragontown. Очередного возвращения российской публике пришлось ждать целых пять лет, пока в ноябре 2007-го Элис Купер не дал два концерта в новом клубе Б1 Максимум — опять же с Эриком за барабанами. Уже через какие-то полгода Сингер вновь был в России — на этот раз в составе Kiss. Затем очередной российский перформанс Эрика Сингера состоялся в июле 2008 года в городе Калининград. 1 мая 2017 года, снова в Москве, в Олимпийском.  И последнее на этот час появление Сингера в России состоялось 11 июня в Ледовом Дворце Санкт-Петербурга и 13 июня на стадионе "ВТБ Арена", в 2019-м году.

## Оборудование
На протяжении многих лет Эрик неизменно пользуется барабанами, стойками и педалями Pearl, пластиком Remo и Attack, тарелками Zildjian и звукоснимателями Ddrum.

### Концертный набор образца 2008 года
| - Барабаны: Pearl Black Comet Sparkle Finish серии Masterworks - 26"x15" басовый барабан (с Kiss) / 26"x15" x2 (с Элисом Купером) - 12"x8" том - 13"x8.5" том - 16"x14" напольный том - 18"x16" напольный том - 8"x8" том (слева от хай-хэта) - 10"x8" том (слева от хай-хэта) - 14"x6.5" малый барабан Eric Singer Signature | - Тарелки: Zildjian - 14" хай-хэт Avedis Rock x1 - 20" K Custom Ride x1 - 19" крэш Z Custom Medium x4 (с Kiss) / x6 (с Элисом Купером) - 19" крэш Z Custom Medium с 8" Splash сверху (перевёрнутый) x2 - 16" Oriental China Trash x1 - 9,1/2" Zil-Bell x1 - 8" Splash x1 (с Kiss) / x2 (с Купером) - 6" Splash x1 | - Перкуссии: Latin Percussion - LP Bongo Bell Chrome x1 - Железо: Pearl - C1000 прямая стойка x 5 - B2000 стойка heavy boom - H2000 стойка под хай-хэт - S2000 стойка под малый - P-2002C кардан (с Kiss) - P2000C педаль x2 (с Купером) - CH70 стойка для тарелок - T2000 стойка под двойной том - 75X держатель для кавбела - HA100 BD/HH - Палочки: Zildjian - «Eric Singer Artist Series» 2B Электроника: - Ddrum - Pro Drum звукосниматели (на каждый барабан) Пластик: Remo - Coated Emperor - Coated Emperor X-series - Coated Controlled Sound Coated Black Dot - Clear Emperor - Ambassador Clear Attack |

## Дополнительная информация
Имя Эрика носят именная модель малого барабана («Pearl Signature Series Eric Singer») и барабанных палочек (Zildjian «Eric Singer Artist Series»).
Эрик одновременно использует до 8 одинаковых крэшей 19" Z Custom Rock. Он также пользуется пластиком Attack (преимущественно модели Terry Bozzio): как прозрачным, так и с напылением. На концертах и в студии Эрик использует разные модели малого барабана Pearl — в том числе и собственную именную модель. Известно также, что на концертах он пользовался малым барабаном модели Steve Ferrone, Brass и Free Floating.

## Выборочная дискография
Black Sabbath
- Seventh Star — (1986)
- Eternal Idol — (1987)

Drive
- Characters in Time — (1988)

Badlands
- Badlands — (1989)

Bill Ward
- Ward One — Along the Way — (1990)

Kiss
- Revenge — (1992)
- Alive 3 — (1993)
- MTV Unplugged — (1996)
- Carnival of Souls: The Final Sessions — (1997)
- Jigoku-Redsun — (2008)
- Sonic Boom — (2009)
- Monster (2012)

Greg Chaisson
- It’s About Time — (1995)

Warren DeMartini
- Crazy Enough to Sing to You — (1997)

Gilby Clarke
- The Hangover — (1997)
- Rubber — (1998)
- Swag — (2002)

Stream
- Nothing Is Sacred — (1998)

E.S.P.
- Lost And Spaced — (1998)
- Live In Japan — (2006)

Shameless
- Backstreet Anthems — (1999)
- Queen for a Day — (2001)
- Famous 4 Madness — (2007)

28IF
- First Album — (1999)

Kuni
- Fucked Up! — (2000)

Karl Cochran
- Voodooland — (2000)

Alice Cooper
- Brutal Planet — (2000)
- The Eyes of Alice Cooper — (2003)
- Along Came a Spider — (2008)

Doro
- Calling the Wild — (2000)

The Cult
- Rare Cult (disc 4) — (2000)

John Thayer
- Letting Go — (2000)

Avantasia
- The Metal Opera Pt. 2 — (2001)
- The Scarecrow — (2008)
- The Wicked Symphony — (2010)
- Angel of Babylon — (2010)

Chris Catena
- Freak Out! — (2003)

Derek Sherinian
- Black Utopia — (2003)

Gene Simmons
- Asshole — (2004)

Tim Karr’s Trigger Daddy
- Stereosonic Meltdow — (2005)

Michael Schenker Group
- Heavy Hitters — (2005)
- The Kulick Sessions — (2008)

Chris Catena
- Booze, Brawds… — (2007)

## Выборочная видеография
Gary Moore
- Wild Frontier Tour: Live At Isstadion Stockholm — (1987)

Kiss
- X-Treme Close-Up — (1992)
- Konfidential — (1992)
- Kiss My Ass — (1994)
- MTV Unplugged — (1996)
- Rock The Nation — (2004)

Avantasia
- Losn in Space — (2007)
- Carry My Over — (2007)

Solo
- All Access to Drumming — (1997)

Alice Cooper
- Brutally Live — (2000)
- Live at Montreux — (2005)

E.S.P.
- Live at the Marquee — (2006)